# Юрша, Станко
Станко, или Михаил Юрша — государственный и военный деятель Великого княжества Литовского, представитель боярского рода Юршов. Один из выдающихся соратников великого князя литовского Свидригайло. Староста луцкий (1429—1431), воевода киевский (1436—1438), староста кременецкий (1442) и брацлавский (1448—1451).

## Биография
Представитель боярского рода Юршов, сын Ганко Юрши.
Летом 1431 года Юрша командовал 4-тысячным литовским гарнизоном и возглавлял оборону Луцкого замка, осажденного польскими войсками под командованием короля Владислава Ягелло. Юрша, используя хитрость, вступил в переговоры с польским командованием и попросил перемирия будто бы для мирных переговоров. За это время он успел отремонтировать замок и сразу же прекратил переговоры с противником. Польский король так и не смог взять Луцкий замок.
В начале сентября 1436 года во Львове Свидригайло заключил сепаратный договор с некоторыми крупными галицкими магнатами, недовольными своим положением в составе Польского королевства. В составе свиты Свидригайло в Львове находился Юрша. Вскоре после этого — в середине сентября — Юрша, назначенный воеводой киевским, командовал обороной Киева во время нападения войска великого князя литовского Сигизмунда Кейстутовича, противника Свидригайло. При поддержке татарского вспомогательного отряда Юрша нанес литовцам серьёзный удар и заставил их отступить от Киева
. Позднее Юрша признал верховную власть нового великого князя литовского Казимира Ягелончика, получив от него земельные владения и должности.
В 1452 году по поручению великого князя литовского Казимира Ягеллончика Юрша стал одним из трёх литовских военачальников (вместе с князем Юрием Пинским и Радзивиллом), отправленных из Вильно на Волынь, чтобы сохранить за ВКЛ волынские города и замки, которые контролировал Свидригайло и принять присягу на верность великому князю литовскому . Литовские вельможи с войском прибыли на Волынь и заняли все города и замки, подвластные Свидригайло. 10 февраля 1452 года после смерти Свидригайло его волынские владения, на которые претендовали поляки, остались в составе Великого княжества Литовского. В 1453—1461 годах Юрша неоднократно выступал свидетелем в присяжных документах.
В 1457 году Юрша получил во владение имение Пуле, а в апреле 1473 года — людей в Лищанцах (дар короля) .

## Семья
Имя и происхождение его жены неизвестны. Дети:
- Иван (Ивашко), маршалок литовский, наместник владимирский (1488—1489)
- Федора, 1-й муж — князь Степанский, 2-й муж — Олизар Шилович
- дочь (имя неизвестно), жена князя Василия Друцкого

## В литературе
Луцкий воевода Юрша изображен в романе «Сумерки» западноукраинского писателя Юлиана Опильского.